# Lynden (Washington)
Lynden is een plaats (city) in de Amerikaanse staat Washington, en valt bestuurlijk gezien onder Whatcom County. Er bevindt zich een kleine Gereformeerde Gemeente (Netherlands Reformed Congregation) met 124 leden in 2020.

## Demografie
Bij de volkstelling in 2000 werd het aantal inwoners vastgesteld op 9020.
In 2010 is het aantal inwoners door het United States Census Bureau geschat op 11.951, een stijging van 2931 (32,5%).

## Geografie
Volgens het United States Census Bureau beslaat de plaats een oppervlakte van
10,6 km², geheel bestaande uit land. Lynden ligt op ongeveer 26 m boven zeeniveau.

## Plaatsen in de nabije omgeving
De onderstaande figuur toont nabijgelegen plaatsen in een straal van 16 km rond Lynden.